# Leopold Tempes
Leopold Tempes (ur. 4 listopada 1675 w Svitavach, zm. 16 grudnia 1742 w Cieszynie) – ksiądz i misjonarz jezuicki, który w pierwszej połowie XVIII wieku prowadził misję rekatolizacyjną na Śląsku Cieszyńskim.
Był nauczycielem w kolegium jezuickim w Świdnicy, skąd został przez biskupa wrocławskiego Franza Ludwiga von Pfalz-Neuburg wysłany na Śląsk Cieszyński. Przybył do Cieszyna w 1711. Następnie na obszarze dekanatu cieszyńskiego, a później również frysztackiego i frydeckiego prowadził misję rekatolizacyjną. Jemu przypisuje się rekatolizację wsi wokół Jabłonkowa, np. Istebnej. Zmarł w Cieszynie, a pochowany został w Jabłonkowie.